# Nadjim Haroun
Nadjim Haroun (Jette, 10 giugno 1988) è un calciatore belga naturalizzato ciadiano, centrocampista dell'Aarschot.